# Косенко, Константин Андреевич
Косе́нко Константи́н Андре́евич (19 мая 1885 — 15 марта 1921) — первый председатель Юзовского городского совета, первого органа местного самоуправления в Юзовке.

## Биография
Родился 19 мая 1885 года в Белгородской области в семье бедного мещанина. В молодости переехал в Ростов-на-Дону, где работал на различных предприятиях. В Ростове Косенко вступил в Российскую социал-демократическую рабочую партия (фракция меньшевиков-интернационалистов). Там же женился на казачке с которой у него было пятеро сыновей и дочь. В годы Первой мировой войны от комитета партии был направлен в Юзовку (ныне Донецк) Работал печатником.
4 марта 1917 года состоялись выборы в Совет рабочих депутатов Юзовки на которых большинство мандатов получили меньшевики и социалисты-революционеры, а Константина Косенко избрали председателем горсовета. На этой должности он пробыл восемь месяцев до середины ноября 1917 года. При председательстве Косенко начали выходить первые юзовские газеты, в том числе «Донецкая мысль», издаваемая социал-демократами. В июне 1917 года Юзовка получила статус города, после чего прошли выборы гласных в городскую Думу, исполнительным органом которой стала Юзовская Городская управа. Городским головой был избран Семён Львович Иейте. Косенко стал товарищем городского головы. В ноябре 1917 года новым руководителем Совета рабочих депутатов Юзовки стал большевик Яков Васильевич Залмаев.
15 марта 1921 года Косенко был убит повстанцами махновского движения Якова Москалевского в деревне Александринка, Стыльского района.

## Семья
Один из сыновей, Сергей Константинович Косенко в 1970-е годы работал в должности Министра строительства и архитектуры УССР, другой сын — Геннадий Константинович Косенко был заместителем председателя Сталинского горсовета, третий сын — Константин Константинович Косенко, работал помощником первого секретаря Сталинского обкома партии до начала Великой Отечественной войны, четвёртый — Николай Констанинович Косенко работал начальником Северо-Кавказской железной дороги, пятый, самый старший — пропал без вести во время Великой Отечественной войны.